# Рехиар
Рехиар (Рехиарий, Рикиарий) — король свевов в Галисии (теперь западная Испания и северная Португалия) в 448—456 годах. Сын Рехилы. При его вступлении на престол среди свевов существовала тайная оппозиция, не желавшая воцарения нового короля, однако успеха она не достигла; в чём состояла причина недовольства, неизвестно. Во всяком случае, Идаций отмечает, что вступление Рехиара на престол произошло не сразу после смерти отца, а спустя некоторое время.

## Биография

### Король-никеец
Несмотря на то, что его отец Рехила воевал с вестготским королём Теодорихом I, Рехиар заключил с ним союз и в 449 году женился на его дочери. Свадьба состоялась в Тулузе. В отличие от своих соплеменников-язычников, Рехиар был христианином, причём он исповедовал не арианство, как большинство королей-германцев, а основанное на Никейском Символе веры ортодоксальное христианство, которого придерживалось римское население. То, что за сорок или пятьдесят лет до крещения Хлодвига встречается король-варвар ортодоксально-никейского вероисповедания, удивительно и труднообъяснимо. Неизвестно, почему он принял ортодоксально-никейскую веру, так как хронист Идаций, по своему обыкновению, не приводит никаких подробностей. Тот факт, что Рехиар женился на вестготской принцессе, дочери Теодориха I, мало что объясняет в его действиях. Ведь принцесса, без сомнения, исповедовала арианство, и Идаций не упоминает о том, что она поменяла веру после замужества. Король-ортодокс, женатый на арианке, правящий языческим двором и языческим народом — это в некотором роде историческая неожиданность.
По-видимому, именно это обстоятельство и вызвало определённое сопротивление каких-то противников Рехиара его восшествию на трон. Варвары, а среди них и свевы, долго считали ортодоксально-никейское вероисповедание «римской верой», так что обращение в эту веру они могли рассматривать как измену короля свевским традициям. Недаром Идаций отмечает, что Рехиар исповедовал христианство тайно.

### Чеканка монеты
Галисия при Рехиаре становится центральной базой свевского королевства. В его правление, в отличие от времени царствования его отца и деда, не отмечено никаких столкновений между свевами и римскими жителями Галисии. Это означает, что Рехиар сумел установить какой-то modus vivendi (образ жизни) с подчинённым населением Галисии. Он сделал столицей Бракару (ныне Брага). Там был создан монетный двор; одновременно сохранялись монетные дворы и в некоторых других городах, в том числе в Эмерите (Мериде). Свевы начали чеканить свою монету ещё при Хермерихе. Это были золотые и серебряные монеты, их было относительно мало. Бронзовые монеты, в основном, обслуживающие экономические нужды населения, сохранялись от предшествующей эпохи, но и их было не так уж много. В условиях постоянных войн и грабежей торговые операции сводятся к минимуму, хозяйство резко натурализуется, и большого количества денег не требуется. С другой стороны, обладание рудными богатствами Северо-Западной Испании давало свевским королям возможность выпускать собственные монеты. Чеканенные свевскими королями монеты имели не столько хозяйственное, сколько политическое значение: они утверждали королевский суверенитет. Свевские монеты в то время практически копировали римские, на них изображался император. Поскольку свевская чеканка началась при императоре Гонории, то именно тип монет этого императора, даже с его титулатурой, долго воспроизводился свевскими королями и после его смерти. Позже имитировались, хотя и довольно грубо, монеты последующих императоров, особенно Валентиниана III, порой с указанием места чеканки. Это не означало, что свевы признавали власть Рима; просто они не знали другого типа столь уважаемой монеты, Рим ещё оставался для них образцом для подражания.
Рехиар намного опередил других королей-варваров и в том, что первый стал чеканить монеты от своего имени, на которых недвусмысленно называл себя «королём». До нас дошли два или три образца его силикв с надписью: «повелением короля Рехиара» (IUSSU RICHIARI REGES). Используя на серебряных монетах слово «повелением» (IUSSU), он обозначил тем самым своё личное право на чеканку. Изображение на монете креста в венке напоминает о его христианской вере, а буквы BR указывают на столичный монетный двор (или вообще столицу Бракару). Подобная легенда на монетах ранее не использовалась и представляет собой революцию в Римской империи, подтверждая независимость свевов по отношению к империи.

### Внешняя политика
Внешняя политика Рехиара отличалась от политики других свевских королей V века двумя аспектами. В отличие от своего отца и деда, Рехиар начал совершать грабительские походы, обратившись к Северной и Восточной Испании. В феврале 449 года он разгромил васконов, живших на севере страны и бывших практически независимыми. Затем Рехиар направился к долине Эбро и не только предпринял решительную атаку на Тарраконскую провинцию, которую другие свевские короли никогда не трогали, но и, что самое удивительное, сотрудничал с багаудами, чего в «тёмные века» не делал ни один король, ни в одной стране. По словам летописца, целью Рехиара было завладеть Тарраконской провинцией и таким образом завершить завоевание Пиренейского полуострова. Там он объединился с багаудами Василия и опустошил район Сарагосы. Хотя сам город не был захвачен, но пала Илерда (совр. Лерида), и многие из жителей попали в плен. По словам летописца, Рехиар прорвался в Лериду «хитростью». Но удержать этот регион надолго свевам, видимо, не удалось. Они отошли, не приблизившись к столице провинции городу Таррагоне.

### Мирные переговоры с римлянами
В 453 году император Валентиниан III направил к свевам послами комита Испаний Мансуэта и комита Фронтона, которые заключили со свевским королём какой-то договор. В следующем году посольство во главе с Юстинианом было повторено и заключено новое соглашение (или подтверждено старое). В результате этих переговоров свевы вернули римлянам Карфагенскую Испанию и отказались от притязаний на Тарраконскую, но зато императорское правительство, по-видимому, признало власть свевского короля над остальными завоёванными территориями, то есть Галисией (Галлецией), Лузитанией и, может быть, Бетикой. Свевское королевство достигло своего наибольшего расширения. Бетика, однако, скорее была областью свевских грабежей, чем интегральной частью государства. В 454 году римляне полностью восстановили свою власть в Тарраконской провинции; именно в этом году брат вестготского короля Теодориха II Фридерих по просьбе римского правительства разгромил там восставших багаудов.

### Новое вторжение свевов в римские провинции
Однако в 454—455 годах в Римской империи произошли важные изменения. И патриций Флавий Аэций, и император Валентиниан III, и новый император Петроний Максим — все были убиты. Гейзерих и его вандалы вошли в Рим в июне 455 года и грабили город две недели подряд. Провозглашённый при активной поддержке вестготов императором галльский магнат Авит практически не имел никакой власти. За все века своей истории Западная империя никогда не была так дезорганизована и так беспомощна. Конец её был уже близок. Рехиар воспользовался этой сумятицей, считая, что убийство Валентиниана освободило его от обязательств перед империей, а римлянам к тому же будет не до далёкой Испании и, по словам Иордана, «полагаясь» на своё родство с Теодорихом II, вестготским королём Тулузы, — они были свойственниками — вторгся сначала в Карфагенскую Испанию, а затем и в Тарраконскую. Авит попытался снова договориться со свевами. В 456 году он направил к ним Фронтона, уже бывшего послом ранее, за три года до того, и, по-видимому, получил от них заверения, подкреплённые клятвами, о недопущении вторжения в Тарраконскую Испанию. Но свевы, решив, что обстановка им благоприятствует, тотчас после возвращения посольства вторглись в эту провинцию и разграбили её.
Нападение на Тарраконскую провинцию на деле окончилось полным разгромом нападавших. Император Авит, хотя и не обладал военной силой, был силён в другом. Он имел влияние на двор вестготского короля в Тулузе и смог убедить Теодориха II напасть на варваров в Испании. Доверие Рехиара к своему родственнику оказалось необоснованным. Как сообщает Иордан, Рехиар заносчиво ответил посланцам Теодориха, пытавшегося оградить римское население от набегов свевов: «Если уж и на это ты ропщешь и упрекаешь меня, что я пришёл только сюда, то я приду в Тулузу, в которой ты сидишь; там, если будешь в силах, сопротивляйся!».

### Битва при Кампус Парамус. Гибель Рехиара
Вестготы поступили так, как того хотел их протеже Авит, и готская армия вступила в Испанию, чтобы наказать высокомерного соседа. Свевы решили встретить врага сразу за границей их владений, на самой окраине Тарраконской провинции. В пятницу, 5 октября 456 года, они сошлись с захватчиками в битве при Кампус Парамус, в 12 милях от Асторги, на берегах реки Орбиго (Урбико). Этот приток реки Эсла, которая, в свою очередь, впадает в реку Дуэро, представляла собой тогда восточную границу провинции Галисия или находилась рядом с ней. «Готская» армия на самом деле состояла из людей разных национальностей, среди которых были и вестготы, и бургунды, и франки. Есть даже сведения о том, что с Теодорихом были бургундские короли Гундиох и Хильперик I. Вполне возможно, что и римляне сражались плечом к плечу с готами, бургундами и франками в этом сражении. Так или иначе, битва закончилась полным поражением свевов; король Рехиар был ранен, и ему с трудом удалось бежать в город Опорто, находившийся в самой отдалённой части Галисии. Иордан рассказывает, что Рехиар сел на корабль, но, отброшенный назад бурей на Тирренском море, попал в руки вестготов. Хотя этой истории полностью нельзя верить, так как Идаций говорит, что король бежал в Опорто, а не к Средиземному морю, которое было для него недосягаемо. Возможно, Рехиар пытался обогнуть Пиренейский полуостров, но попал в шторм (термин «Тирренское море» употребляется по отношению ко всей западной части Средиземного моря вплоть до Гибралтара). Как бы там ни было, Рехиар был пленен и в декабре 456 года казнён.

### Разгром государства свевов вестготами
28 октября 456 года пала и была разграблена Брага. Выжившие в первой битве сдались на милость победителя; часть из них была, тем не менее, казнена. После этого готы занялись «освобождением» Южной Испании от её властителей-свевов. Идация в этой войне ужасала та жестокость, с которой готы разоряли Брагу; они оскверняли церкви, взламывали алтари, похищали монахинь (правда, не насилуя их) и раздевали донага священников. Неизвестно, почему вестготы вели себя с такой нехарактерной для них жестокостью. Возможно, в этом были виноваты их бургундские и, особенно, франкские союзники. Королевство свевов было почти уничтожено и фактически перестало существовать. Идаций также говорит о безвозвратной гибели свевской державы: «Свевское владычество разрушено и закончено».
Правил Рехиар 9 лет.